# Tkankowce
Tkankowce – zwierzęta wielokomórkowe zbudowane z tkanek. Charakteryzują się obecnością układu nerwowego, występowaniem gametogenezy i zdolnością do kierunkowych ruchów. Tradycyjnie były klasyfikowane w randze podkrólestwa Histozoa i przeciwstawiane beztkankowcom opisywanym jako Ahistozoa. Obecnie tkankowce są synonimizowane z Eumetazoa (tkankowce właściwe lub wielokomórkowce właściwe – określane też jako Euhistozoa) lub Epitheliozoa, jeśli płaskowce (Placozoa) zaliczyć do tkankowców.
Tkankowce obejmują dwie zasadnicze grupy zwierząt, w zależności od liczby warstw zarodkowych, z których rozwijają się tkanki:
- dwuwarstwowce – obejmują dwa typy: parzydełkowce i żebropławy,
- trójwarstwowce – pozostałe typy identyfikowane ze zwierzętami dwubocznie symetrycznymi (Bilateria).

W hipotezie Epitheliozoa tkankowce dzielone są na:
- płaskowce (Placozoa),
- tkankowce właściwe (Eumetazoa), nazywane też wielokomórkowcami właściwymi.